# 日本南極遠征

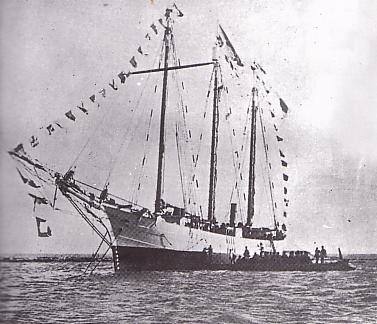
開南丸

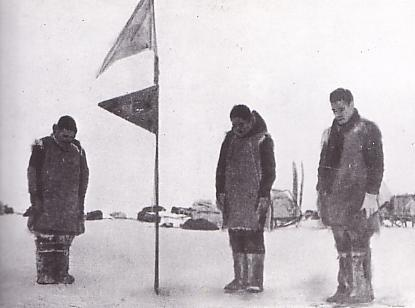
大和雪原

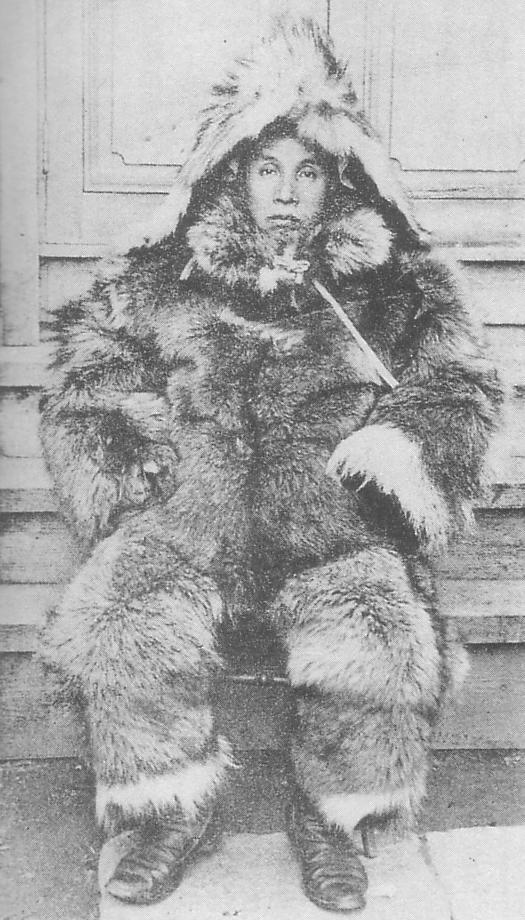
日本南極遠征隊隊長白瀨矗

日本南極遠征（日语：日本の南極観測）是日本於1910年至1912年組織的南極遠征活动。

## 南極遠征隊
1910年12月，日本陸軍南極探險家白瀨矗搭乘開南丸離開東京前往南極。1911年2月26日，抵達滿布浮冰的羅斯海。此時夏季已接近尾聲而無法前往庫爾曼島，船隻遂返回澳洲雪梨過冬。
11月16日，船隻從雪梨港出發，再次嘗試經由愛德華七世地前往南極洲，終於成功抵達。開南丸在鯨灣羅斯冰架附近遇見了正從南極點返回的羅爾德·阿蒙森遠征隊和前進號。之後，由開南丸上7名船員組成的小隊登陸前往西經165°37'、南緯80°05'的位置探險，並命名該地為大和雪原。另一方面，開南丸利用小隊尚未歸來的期間探索了愛德華七世地附近的海域，並命名為大隈灣和開南灣。在探索完亞歷山德拉皇后山脈附近後，開南丸返回日本。1912年6月20日，船隻抵達日本芝浦。。

## 南極地區研究遠征
第二次世界大戰結束後的1956年，第一次南極地區研究遠征隊的宗谷號前往南極，並設立了日本昭和基地。隨後，瑞穗基地、飛鳥基地、富士圓頂基地逐一設立，對南極進行氣象、電離層、海底地形、海洋物理、海洋化學等觀測活動。。

### 引用
1. ↑  Amundsen, Vol II, pp. 271–72
2. ↑  . www.south-pole.com.   [2012-11-21]. （原始内容存档于2012-05-10）.
3. ↑   (PDF).   [2013-03-10]. （原始内容存档 (PDF)于2021-02-07）.

## 外部連結
- （日語）日本國立極地研究所——南極遠征介紹 （页面存档备份，存于）
- Shirase, Nobu (1912-03-25). "Japanese Story of Polar Trip （页面存档备份，存于）" (PDF). The New York Times